# Rufford New Hall
Rufford New Hall est une ancienne maison de campagne qui appartenait aux Hesketh, seigneurs du manoir de Rufford, Lancashire, Angleterre. Il remplace Rufford Old Hall comme résidence en 1760. De 1920 à 1987, il est utilisé comme hôpital et a ensuite été restauré et converti pour un usage résidentiel. Il est bâtiment classé Grade II en 1986 .

## Histoire

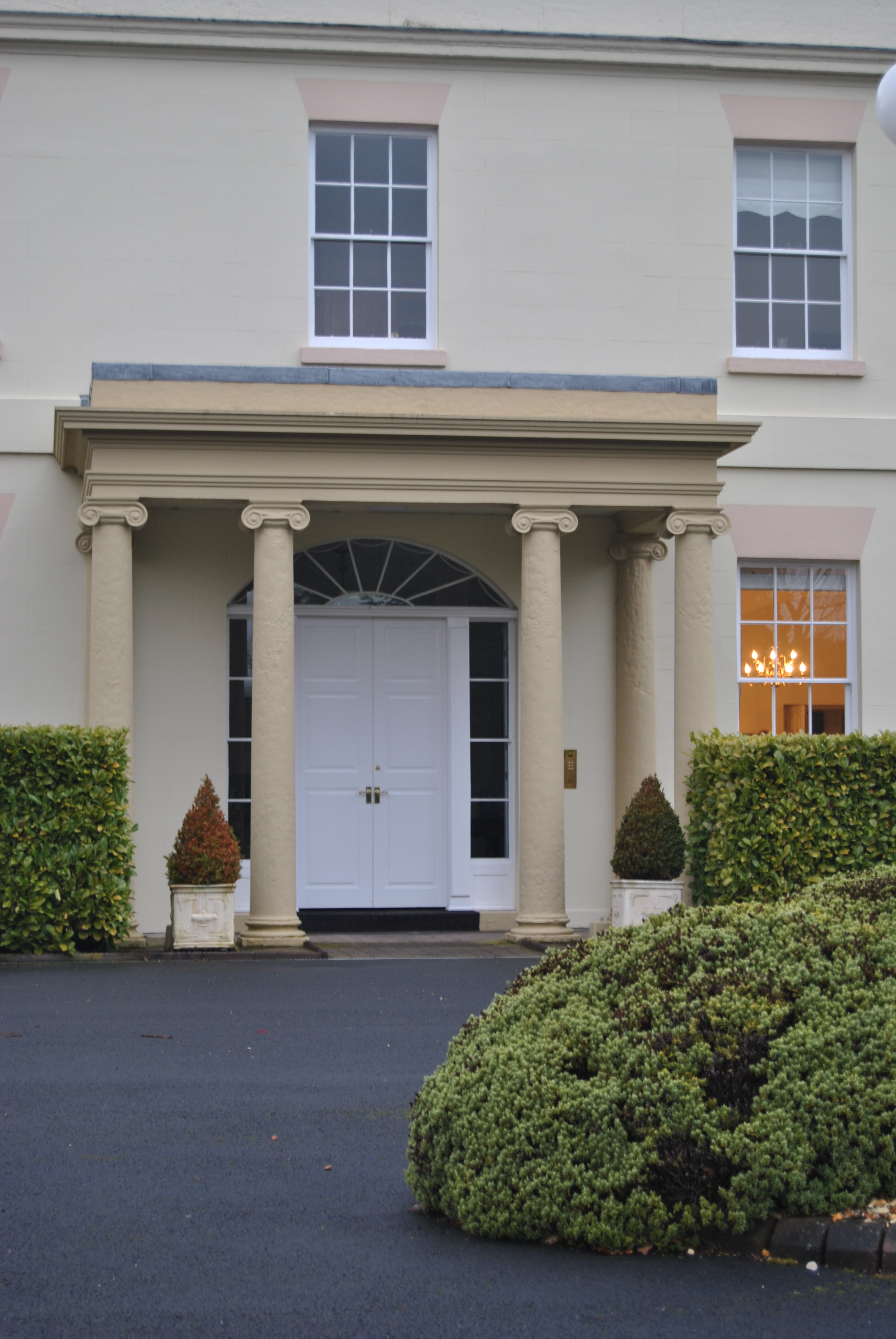
Le portique d'entrée en 2010.

Rufford New Hall est construit en 1760 par Sir Robert Hesketh et agrandie par son petit-fils vers 1798-1799 lorsque les Hesketh quittent Rufford Old Hall. Heskeths vit à Rufford New Hall jusqu'en 1919.
La maison est construite en brique qui était autrefois stuquée. Elle est coiffée d'un toit en ardoise à faible pente dissimulé par un parapet bas. La façade symétrique de deux étages a cinq baies avec un portique de colonnes ioniques cannelées sur une large porte avec une imposte. La maison a quatre fenêtres à guillotine à 15 carreaux au rez-de-chaussée, avec cinq fenêtres à 12 carreaux au premier. Certaines têtes de bec portent les initiales de Sir Thomas Dalrymple Hesketh et la date 1811 et une est datée 1822. Le hall d'entrée est percé d'un escalier en porte-à-faux ou volant en pierre et palier sur trois côtés avec des balustres en fer forgé et est éclairé par une lucarne ovale en forme de dôme . La salle principale a des colonnes et des pilastres en marbre de Scagliola.
Rufford New Hall est acheté par le Lancashire County Council en 1920 et transformé en hôpital. L'hôpital pulmonaire de Rufford ouvre ses portes le 6 août 1926. Il dispose de 50 lits pour soigner les patients atteints de tuberculose . Par la suite, il est utilisé par le NHS comme hôpital de pré-convalescence jusqu'à sa fermeture en 1987,. L'hôpital de convalescence est administré par l'hôpital général du district d'Ormskirk.

## Parc Rufford
Les Hesketh créent Rufford Park autour de la maison, avec un parc à cerfs, un ha-ha et des jardins de loisirs entourés d'un mur de pierre. Rufford Park s'étend de la frontière avec Holmeswood à la frontière avec Croston et Mawdesley. La zone est divisée par la Liverpool-Preston Turnpike Road (la A59 Liverpool Road). L'aménagement du parc entraîne la démolition de chaumières et la relocalisation de leurs habitants dans le village. Le parc est protégé par des arbres et contient une glacière, une roseraie, un jardin ornemental restauré, un lac et des plantations. La partie sud du parc est désignée site du patrimoine biologique et abrite des chauves-souris, des écureuils roux et d'autres espèces d'animaux, des arbustes et des champignons rares ,.
La glacière est un bâtiment classé Grade II, l'un des trois survivants du district. Le bâtiment est rénové lors de la restauration de la maison principale et est protégé et entretenu par le domaine. Il est circulaire, construit en grès, brique et terre avec un toit en dôme au-dessus d'une chambre souterraine accessible par un passage en brique. Autour de la glacière se trouve un ha-ha formant un cercle complet d'environ 35 mètres (114,8293965 pi) de diamètre. En hiver, la glace était transportée du lac gelé à la glacière pour y être entreposée le reste de l'année.

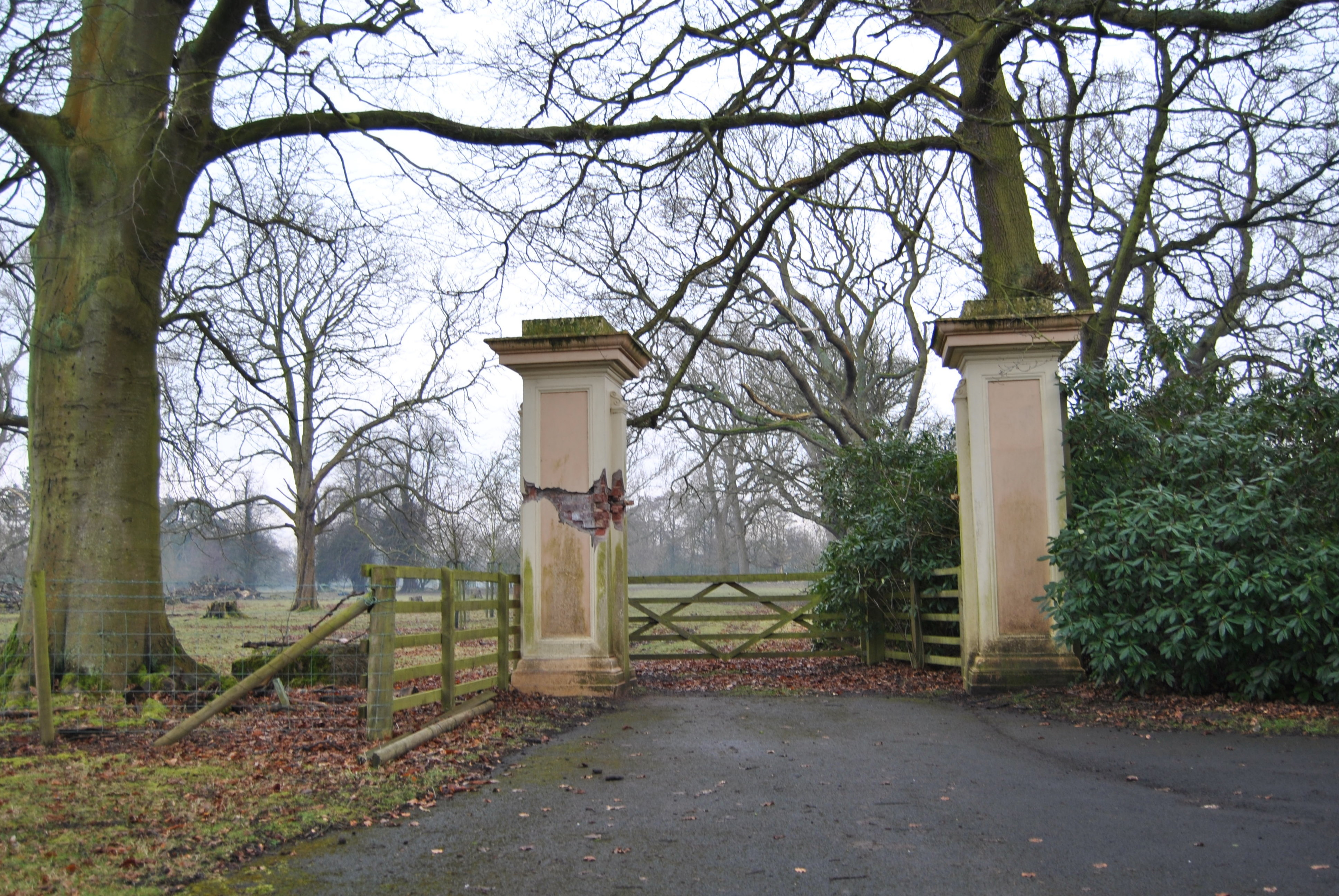
Poteaux de porte à Rufford New Hall en 2010.

Rufford New Hall a trois pavillons, qui peuvent être vus sur la carte de Ordnance Survey de 1847. Holmeswood Lodge est construit au début du XIXe siècle sur Holmeswood Road. Hesketh Lodge est construit au début du XIXe siècle comme pavillon d'entrée principal. Il est nommé d'après les propriétaires d'origine. Il s'agit d'un bâtiment de plain-pied et est stuqué avec des pansements en pierre. Croston Lodge est le pavillon d'entrée nord sur l' A59, Liverpool Road, construit en 1798. Il s'agit d'un bâtiment en brique d'un étage avec un toit en ardoise. Springwood Lodge est l'ancienne maison du garde-chasse ou du jardinier.

## Restauration

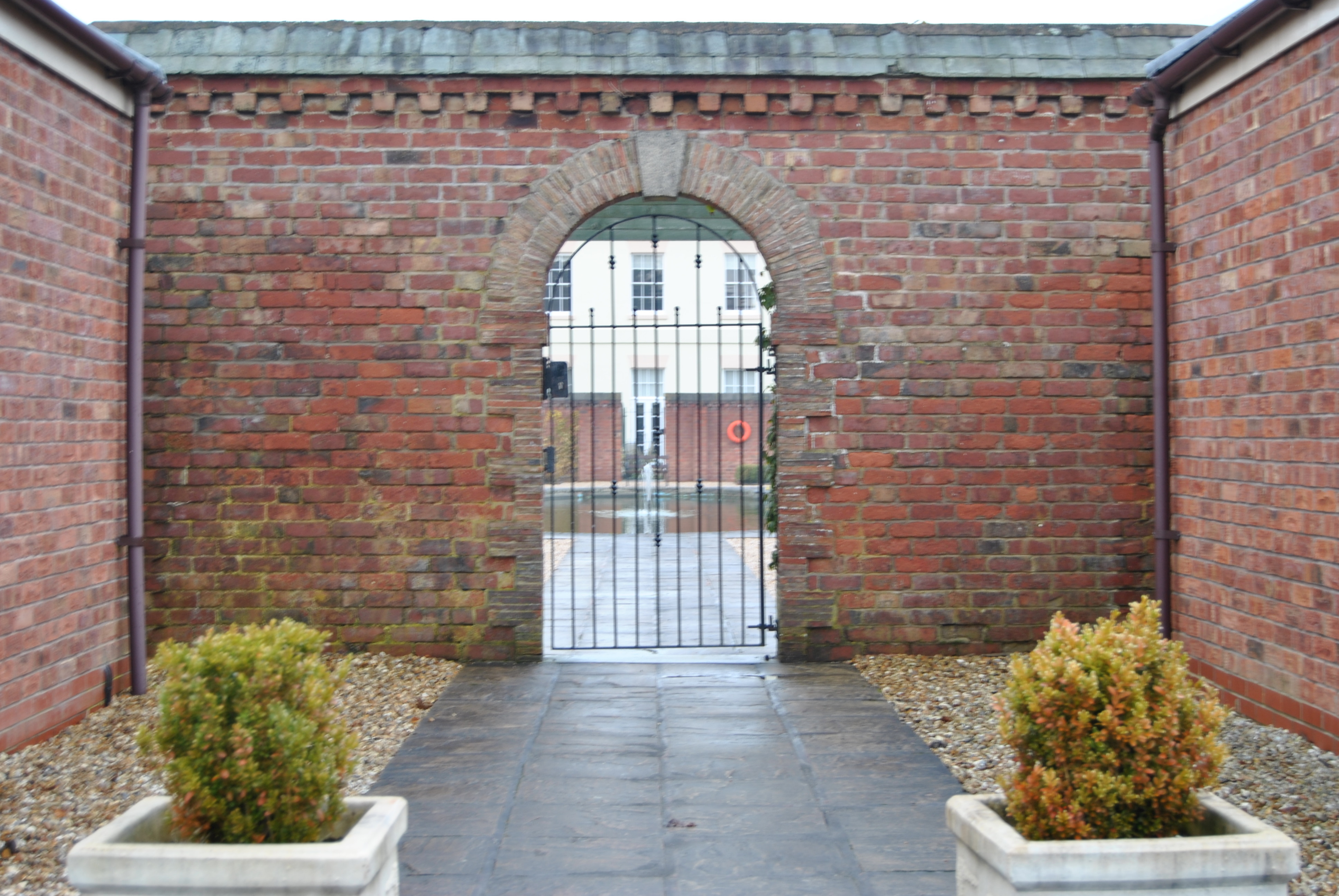
Porte jardin restaurée en 2010.

Le vestibule et l'aile nord sont restaurés et transformés en appartements et en écuries. L'escalier en porte-à-faux en pierre avec l'écusson de la famille Hesketh, la tour belvédère géorgienne et le dôme de verre ovale sur le toit sont conservés. La maison conserve ses colonnades ioniques et son portique . L'écurie est convertie en cottages mews. Les jardins à la française, les bassins d'ornement, les pelouses et les courts de tennis sont restaurés. La majorité des arbres autour du manoir sont protégés par une ordonnance de préservation des arbres et comprennent de nombreuses espèces, la plus rare étant un arbre à mouchoirs .